# Callochiton sublaevis
Callochiton sublaevis är en blötdjursart som beskrevs av William Henry Sykes 1903. Callochiton sublaevis ingår i släktet Callochiton och familjen Ischnochitonidae.
Artens utbredningsområde är Sri Lanka. Inga underarter finns listade i Catalogue of Life.